# Katharina Kneubühler

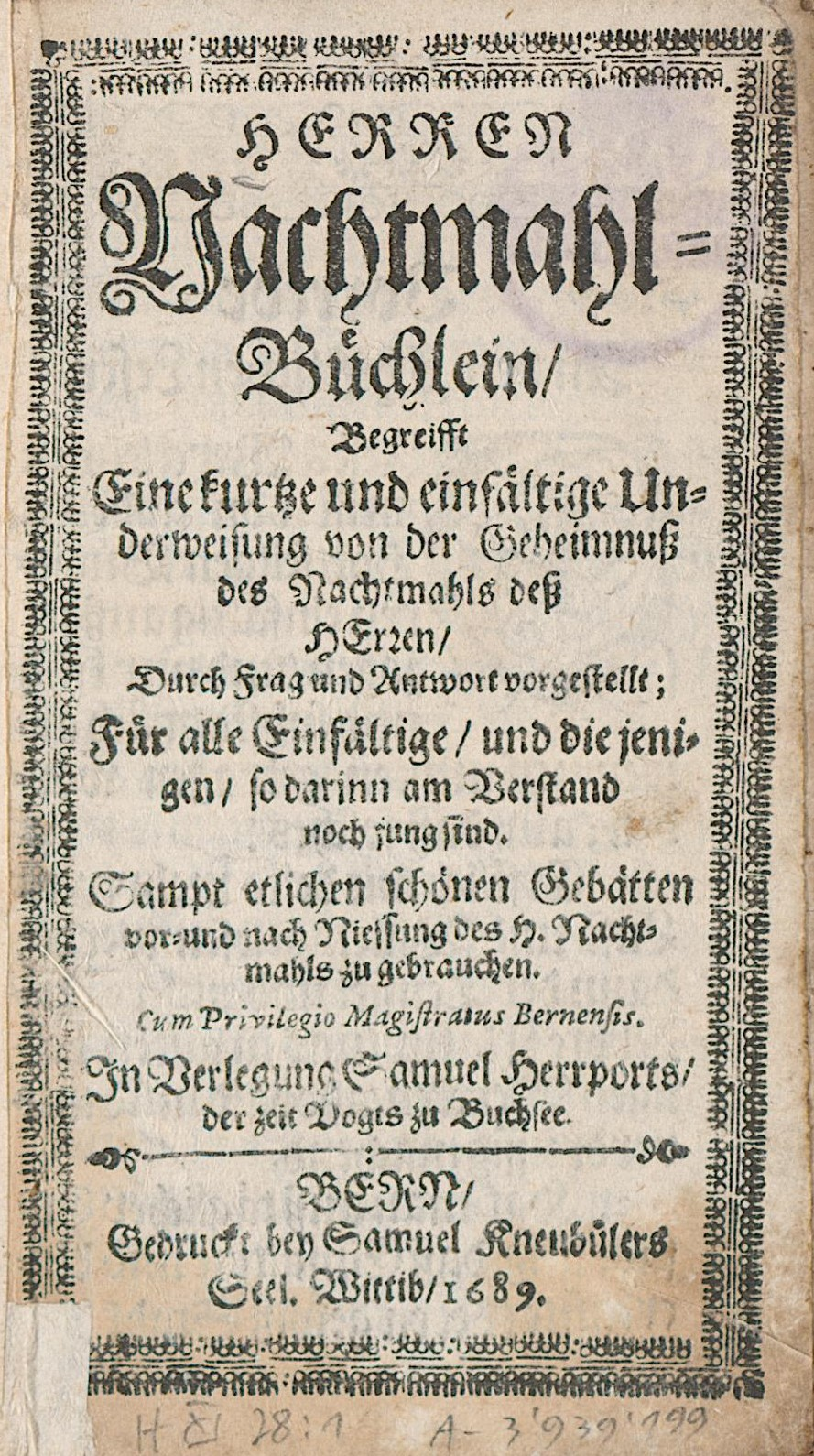
Herren Nachtmahl-Büchlein, Titelblatt (1689)

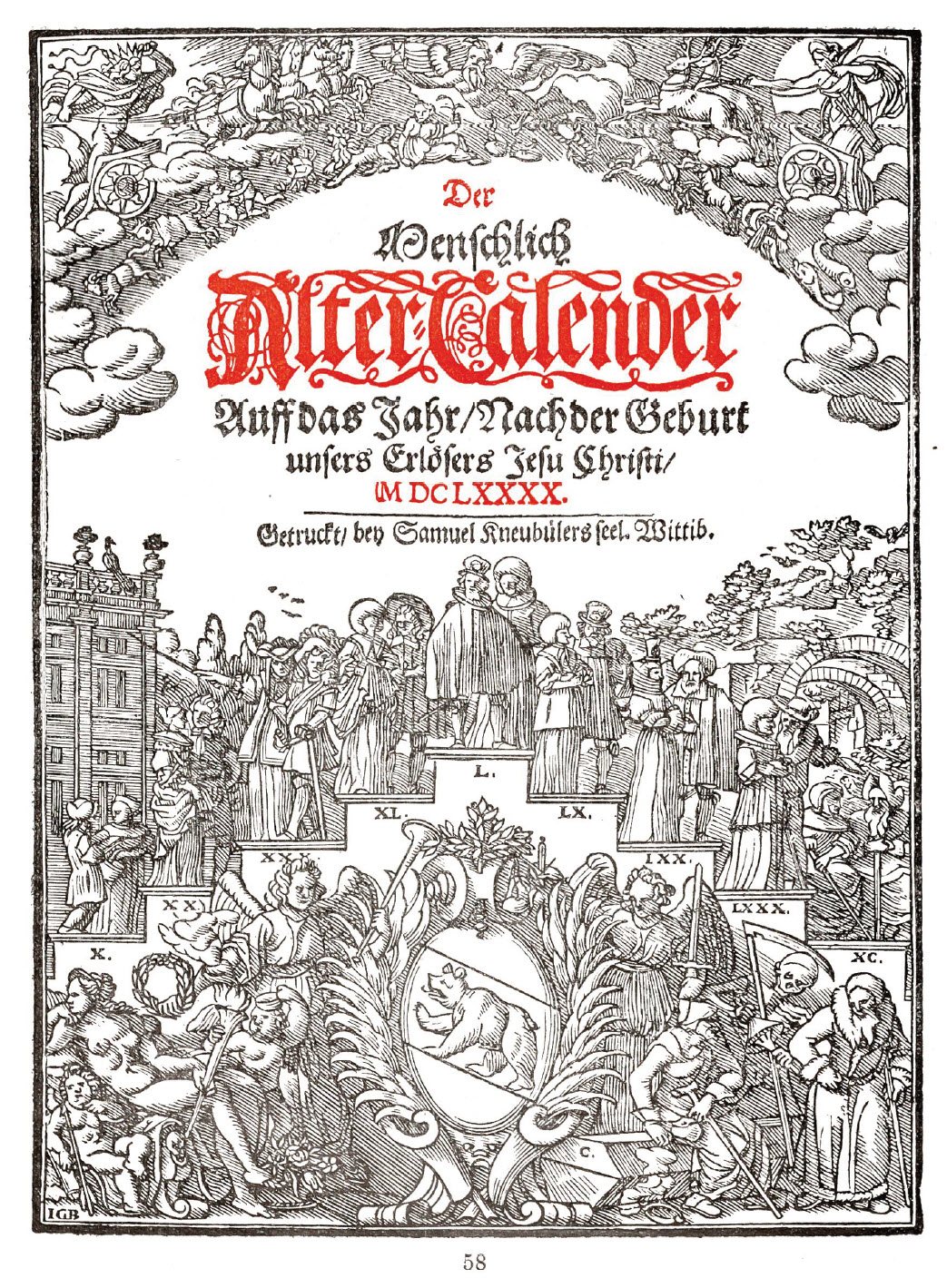
Der Menschlich Alter-Calender, Titelblatt (1690)

Katharina Kneubühler (getauft am 8. Julijul. / 18. Juli 1652greg. in Bern; † nach 1690) war eine in Bern tätige Unternehmerin und Burgerin.
Die Buchdruckerin Katharina Kneubühler war die Tochter des Berner Siechenvogts Hans Rudolf Zigerli (1626–1694) und der Magdalena Hutter. Ihre Taufpaten waren der Venner Vincenz Wagner (1606–1658), Katharina Farschon und Barbara Hartmann. Um 1680 heiratete sie den Buchdrucker Samuel Kneubühler, der 1676 in Bern die Obere Druckerei begründet hatte. Die beiden hatten zusammen zwei Söhne Samuel und Emanuel. Nach Kneubühlers Tod führte sie die Druckerei weiter und firmierte als Samuel Kneubülers seel. Wittib. Belegt sind die im Auftrag des Postpächters Beat Fischer von 1687 bis 1688 herausgegebene Donnerstägliche Post- und Ordinari-Zeitung, der Titel Nachtmahl-Büchlein von 1689 und der 1690 erschienene Menschlich Alter-Calender. Einige Titel druckte sie im Auftrag des Verlegers Samuel Herport (1645–1712). Im Zusammenhang mit einer Streitigkeit zwischen Gabriel Thormann, dem Konzessionär der Obrigkeitlichen Druckerei, und Katharina Kneubühler erkennt der kleine Rat, die Obrigkeitliche Druckerei solle billich die praeferentz haben und kein gsell von dannen in die obere [Druckerei] gezogen werden ohne Einwilligung Thormanns oder seines Faktors. Durch ihre Heirat mit dem Druckergesellen Hans Jakob Schmidt verlor sie das Recht als Hintersässin. Schmidt war es per Ratsbeschluss verboten, den Druckerberuf in Bern auszuüben. Der Buchbinder Jacob Anthoni Vulpius, Sohn des Jacob Anton Vulpius dem Jüngeren (1625–1684) übernahm 1690 die Obere Druckerei und führte diese bis 1707 weiter, um sie den beiden Partnern Niklaus Emanuel Haller und Franz Rudolf Fels zu übergeben.